# Conistra mixta-spedacea
Conistra mixta-spedacea är en fjärilsart som beskrevs av Arnold Spuler 1907. Conistra mixta-spedacea ingår i släktet Conistra och familjen nattflyn. Inga underarter finns listade i Catalogue of Life.